# Caponia capensis
Espèce
Caponia capensis est une espèce d'araignées aranéomorphes de la famille des Caponiidae.

## Distribution
Cette espèce se rencontre en Afrique du Sud, en Namibie et au Mozambique,.

## Description
Caponia capensis compte huit yeux.
Le mâle holotype mesure 8 mm

## Étymologie
Son nom d'espèce, composé de cap et du suffixe latin -ensis, « qui vit dans, qui habite », lui a été donné en référence au lieu de sa découverte, la péninsule du Cap.

## Publication originale
- Purcell, 1904 : « Descriptions of new genera and species of South African spiders. » Transactions of the South African Philosophical Society, vol. 15, p. 115-173 (texte intégral).